# Google TV (nền tảng TV thông minh)
Google TV là nền tảng smart TV từ Google đồng phát triển bởi Intel, Sony, và Logitech được phát hành vào tháng 10 năm 2010 với các thiết bị chính thức ban đầu được thực hiện bởi Sony và Logitech. Google TV tích hợp hệ điều hành Android và trình duyệt web Google Chrome để tạo nên Truyền hình tương tác.
Thiết bị thế hệ đầu tiên của Google TV dựa trên vi xử lý cấu trúc x86 của Intel đã được tạo ra và thương mại hóa bởi Sony và Logitech. Thiết bị thế hệ thứ hai của thiết bị tất cả dựa trên vi xử lý cấu trúc ARM và với đối tác bổ sung bao gồm LG, Samsung, Vizio và Hisense. Năm 2013, các thiết bị Google TV thế hệ thứ 2 công bố thêm đối tác mới, bao gồm Hisense, Netgear, TCL, và Asus, một vài hỗ trợ 3D video.
Google TV được kế thừa bởi Android TV vào tháng 6 năm 2014, một nền tảng mới có quan hệ gần gũi hơn với Android (đặc biệt, Android 5.0) và cải thiện trải nghiệm người dùng với đồ thị tri thức, và cung cấp hỗ trợ casting từ các thiết bị di động.

## Thiết bị

### Thế hệ đầu tiên
| Thương hiệu/Tên                         | Sản phẩm                                     | Phiên bản Android | Tình trạng     | Ngày công bố         | Ngày phát hành (Mỹ) | Ngưng sản xuất |
| --------------------------------------- | -------------------------------------------- | ----------------- | -------------- | -------------------- | ------------------- | -------------- |
| Sony Internet TV – 24", 32", 40" và 46" | NSX-24GT1, NSX-32GT1, NSX-40GT1 và NSX-46GT1 | 3.2               | Ngưng sản xuất | 12 tháng 10 năm 2010 | Tháng 10 2010       | Tháng 2 2012   |
| Sony Internet TV Blu-ray Disc           | NSZ-GT1                                      | 3.2               | Ngưng sản xuất | 12 tháng 10 năm 2010 | Tháng 10 2010       | Tháng 2 2012   |
| Logitech Revue                          | M/N: D-R0001, Y-R0014 – PN 970-000001        | 3.2               | Ngưng sản xuất | 18 tháng 6 năm 2010  | Tháng 10 2010       | Tháng 11 2011  |

### Thế hệ thứ hai
| Thương hiệu/Tên                      | Sản phẩm     | Phiên bản Android | Vi xử lý                                                                | RAM       | Flash                                     | Cổng USB | IR Blaster | Tình trạng     | Ngày công bố        | Ngày phát hành (Mỹ)      | Ngưng sản xuất |
| ------------------------------------ | ------------ | ----------------- | ----------------------------------------------------------------------- | --------- | ----------------------------------------- | -------- | ---------- | -------------- | ------------------- | ------------------------ | -------------- |
| Sony Internet Player với Google TV   | NSZ-GS7      | 3.2               | Marvell Armada 1500(88de3100) 1.2 GHz vi xử lý lõi kép, với 750 MHz GPU | 1 GB DDR3 | 8 GB Samsung Flash NAND – KLM8G2FEJA-A002 | 2        | Có         | Ngưng sản xuất | 9 tháng 1 năm 2012  | ngày 22 tháng 7 năm 2012 |                |
| LG SmartTV với GoogleTV (47" và 55") | 47G2 và 55G2 | 4.2.2             | LG L9                                                                   |           |                                           |          |            | Ngưng sản xuất | Tháng 5 2012        | 30 tháng 5 năm 2012      |                |
| Vizio Co-Star                        | VAP430       | 3.2               | Marvell Armada 1500(88de3100) 1.2 GHz vi xử lý lõi kép, với 750 MHz GPU | 1 GB DDR3 | 4 GB Samsung Flash NAND – K9GBG08U0A-SCBO | 1        | Yes        | Ngưng sản xuất | 26 tháng 6 năm 2012 | 22 tháng 8 năm 2012      |                |
| Hisense Pulse                        | gx1200v      | 3.2               | Marvell Armada 1500(88de3100) 1.2 GHz vi xử lý lõi kép, với 750 MHz GPU | 1 GB DDR3 | 4 GB Flash NAND                           | 1        | Yes        | Ngưng sản xuất | Tháng 9 2012        | 20 tháng 12 năm 2012     |                |
| ASUS Cube                            | Cube         | 3.2               | Marvell Armada 1500(88DE3100) 1.2 GHz vi xử lý lõi kép, với 750 MHz GPU | 1 GB DDR3 | 4 GB Flash NAND                           | 2        | Có         | Ngưng sản xuất | 7 tháng 1 năm 2013  | 24 tháng 4 năm 2013      |                |
| NETGEAR NeoTV Prime                  | GTV100       | 3.2               | Marvell Armada 1500(88DE3100) 1.2 GHz vi xử lý lõi kép, với 750 MHz GPU | 1 GB DDR3 | 4 GB Flash NAND                           | 1        | Có         | Ngưng sản xuất | 7 tháng 1 năm 2013  | 9 tháng 1 năm 2013       |                |

## Liên kết
- Website chính thức